# Перекрита щілина
Перекрита щілина — найпростіше укриття особового складу, є розвитком відкритої щілини.
Складається з відрізка траншеї завглибшки в середньому 150 см і перекриття, виготовленого, як правило, з підручних матеріалів. Як перекриття можуть використовуватись дошки, листи металу, стовбури дерев тощо, зверху перекриття засипають шаром ґрунту. Дана споруда захищає від куль, осколків снарядів і авіабомб, прямих влучень підствольних та ручних гранат, мінометних мін калібром до 50 мм, снарядів калібром 45 мм
Знижує ефективність ураження особового складу при ядерному вибуху. Зменшує уражаючу дію ударної хвилі (в 3–4 рази зменшується радіус суцільного ураження), повністю захищає від світлового випромінювання ядерного вибуху, знижує рівень радіоактивного опромінення в 10–12 разів. Не є герметичною спорудою і не захищає від уражаючої дії хімічної і біологічної зброї, радіоактивного пилу і опадів.
Об'єм вийнятого ґрунту становить у середньому 13,5 м³, трудомісткість 20–28 людино-годин. У ряді випадків може оснащуватися нарами на 1–2 людини і грубкою, стаючи місцем відпочинку особового складу.
Щілини та інші укриття будує населення поблизу від житла з моменту оголошення «Загрожувальний стан», тобто з початку війни. Для будівництва вибирають сухі узвишені місця в садах, великих дворах, скверах, на городах, пустирях. Щоб уникнути завалів щілини, як і інші укриття, мають не поруч із будинками, а на віддалі від них, на відстані, що становить приблизно половину висоти найближчого будинку.